# 野田川町
野田川町（のだがわちょう）は、かつて京都府の与謝郡にあった町。丹後半島内陸部に位置していた。
2006年3月1日、近隣の与謝郡岩滝町、加悦町と新設合併し与謝郡与謝野町となった。旧野田川町役場は、与謝野町役場野田川支所となっている。
古くから丹後ちりめんの町として知られた。ウェイトリフティングが盛んな加悦谷高校がある。

## 地理
- 川：野田川、岩屋川
- 峠：岩屋峠

### 隣接している自治体
- 京都府
  - 京丹後市
  - 宮津市
  - 与謝郡
    - 加悦町
    - 岩滝町
- 兵庫県
  - 豊岡市（旧出石郡但東町）

## 歴史

### 沿革
- 1955年（昭和30年）3月1日 - 三河内村、岩屋村、市場村、山田村、石川村の五村が合併し誕生した。
- 2006年（平成18年）3月1日 - 与謝郡岩滝町、加悦町と対等合併し、与謝野町となる。

## 行政
- 町長：太田貴美（1994年 - 2006年2月28日）
初当選当時は京都府内唯一の女性首長だった。

## 経済

### 産業
- 主な産業：農業、織物業（丹後ちりめん）

### 主な立地企業
- 丹後海陸交通 本社
- ファッションセンターしまむら野田川店
- ケーズデンキ野田川店

## 地域
町内に病院はない。診療所は6ヶ所ある。
- 野田川共同作業所（通所）
- 特別養護老人ホーム与謝の国

## 子育て支援
- 野田川町立岩屋保育所（一時保育有）
- 野田川町立市場保育所
- 野田川町立山田保育所
- 野田川町立石川保育所
- 子育て支援センター（野田川町立岩屋保育所内）
- 三河内学童クラブ
- 岩屋学童クラブ
- 市場学童クラブ
- 山田学童クラブ
- 石川学童クラブ

## 教育

### 幼稚園
- 野田川町立三河内幼稚園

### 小学校
- 野田川町立三河内小学校
- 野田川町立岩屋小学校
- 野田川町立市場小学校
- 野田川町立山田小学校
- 野田川町立石川小学校

### 中学校
- 野田川町立江陽中学校

### 高等学校
- 京都府立加悦谷高等学校

※町内に特別支援教育を行う学校、大学はない。

## 交通

### 鉄道
- 北近畿タンゴ鉄道
  - 宮津線：野田川駅（現・与謝野駅）

### バス
- 丹海バスが走っている。

### 道路
高速道路
計画中：鳥取豊岡宮津自動車道（宮津野田川道路、野田川大宮道路）野田川岩滝インターチェンジ（仮称）
一般国道
国道176号
国道312号
都道府県道
京都府道2号宮津養父線
京都府道76号野田川大宮線
京都府道613号下地野田川停車場線
京都府道626号野田川加悦線
京都府道803号加悦岩滝自転車道線

## 名所・旧跡・観光スポット・祭事・催事
- 加悦谷祭
- 丹後ちりめん歴史館
- 野田川町わーくぱる
- 野田川フォレストパーク（野田川町森林公園）
- 出雲大社巌分祠
- 雲岩公園
- ひまわり15万本
- 鞭谷5号墳

## 出身者
- 石川五右衛門 - 生誕地とされている
- 山本正 - 宇治市長